# Asilus misao
Asilus misao là một loài ruồi trong họ Asilidae. Asilus misao được Macquart miêu tả năm 1855. Loài này phân bố ở vùng Cổ Bắc giới và châu Á.